# 魚池郷

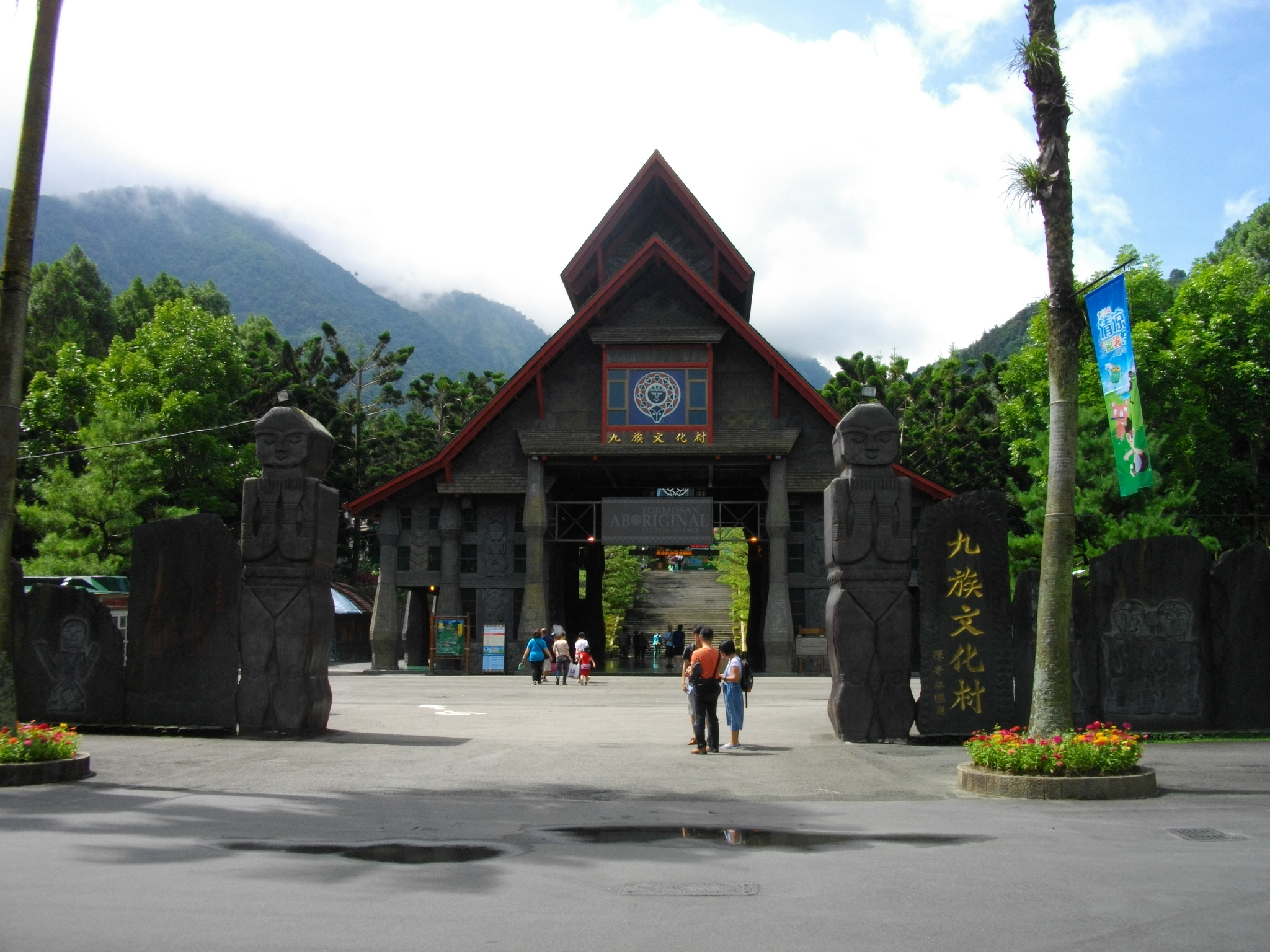
九族文化村

魚池郷（ユーチー/ぎょち-きょう）（台湾語：Hî-tî-hiong、客家語：Ǹg-tshṳ̀-hiông、邵語：Qabizay）は台湾南投県の郷。日月潭を有することから観光地としても知られている。旧称は「五城堡」または「魚池仔」。この地域は台湾原住民族・邵族（サオ族）の伝統的居住地であり、現在も約300人の邵族が暮らしており、平地原住民郷として指定されています。地元では邵語が日常的に使用されています。郷一帯は日月潭紅茶の産地である。

## 地理
魚池郷は南投県中部に位置し、台湾の中央山脈の西側にあたる。北は埔里鎮、西は国姓郷・水里郷、東は仁愛郷、南は信義郷と接する。海抜は約500～2200メートルに及び、山地と盆地が交錯する複雑な地形。魚池盆地は郷の東北部に位置し、海抜620～670メートルの間に行政中心がある。
　山岳はほぼ全域が埔里板岩山地に属し、一部（後尖山）は阿里山山脈の集集稜脈に属す。標高2,000m以上の水社大山・大尖山など20座以上の山があり、南投百峰に選定された山も複数存在する。
　水系では、東北部が烏渓支流の南港渓流域、西南部が濁水渓流域に分かれ、大小の支流が多数ある。これらの水系の分水嶺として、三角崙、金龍山、貓囒山などが挙げられる。

## 歴史
先史時代から明鄭時代
　台湾の先史時代から、魚池地域には人類の活動の痕跡が認められる。1900年（日本の明治33年）、日本人考古学者が水社や珠仔山（現在の拉魯島）で打製・磨製石器を発見。1955年には台湾大学と南投県文献委員会が光華島（拉魯島）や文武廟、青龍山麓で数千点に及ぶ石器・陶器を採取し、石器時代にすでに高度な文化と生活様式があったことが確認されました。
　明鄭時代（1661〜1683）には、漢人が斗六門（現在の斗六市）や竹山鎮に入植した記録はあるものの、魚池地域に関する記載は当時存在しませんでした。
清朝統治時代（1683〜1895）
　1684年、清朝初代の諸羅知県・季麒光が　著した『台湾雑記』に日月潭の名称が登場する。1694年に魚池地域が正式に清の統治下に組み込まれた;
（1721年に朱一貴事件が発生した。水沙連の原住民社も清朝に反抗。その後、彰化県が設立され、水沙連地区もその管轄に入った。1775年頃には「水沙連六社」（水社・頭社・猫囒など）が形成され、これが魚池郷の前身となりました。
　清末期には大量の漢人が流入し、邵族は伝染病などにより人口が激減。黄漢や毛天福といった人物が漢族と邵族をつなぐ役割を果たしましたが、文化的・社会的に大きな変容が起こった。
日本統治時代（1895〜1945）
　1895年、日清戦争の講和条約で台湾が日本に割譲され、乙未戦争などの武装抵抗が起ったが、魚池地域は戦禍を免れた。日本統治下では五城堡は最初、台中州新高郡魚池庄に編成され、1920年には町村制が導入されました。
　1919年、台湾電力株式会社が日月潭に発電所の建設を開始し、1934年、水力発電所が完成し、清朝末期に形成された邵族の集落「石印社」は水没により移転後、観光化が進み、邵族文化は観光資源として利用されるようになった。
中華民国統治時代（1945年以降）
　1945年、日本の敗戦により中華民国が台湾を接収。魚池郷は台中県玉山地区に属し、1950年に南投県が設立されると、その管轄下となり現在の13村体制が確立されました。
　戦後直後は日月潭発電所の再開後、電力産業を中心に復興。紅茶栽培が盛んになり、経済的に発展。近年では精緻農業や観光農業への転換が進み、日月潭観光とともに経済的な活性化が図られている。

## 経済
農林漁牧業
　魚池郷では農業が非常に重要な位置を占めている。清の康熙・乾隆年間には水社の茶葉が有名であった。19世紀の嘉慶年間に漢人の入植が進んだことで、農業活動の重要性はさらに増した。近年、社会経済の構造変化に伴い、伝統農業は徐々にレジャー農業へと転換し、地域に新たな利益をもたらしている。
　1996年の統計では農地面積は3,116ヘクタール（水田1,176ヘクタール、畑1,940ヘクタール）。主な作物は現地では茭白筍（ジャオバイスェン）というマコモダケ、リュウキュウナ、インゲン、ヘチマ、キンシンサイなどの野菜類と、紅茶・檳榔(ビンロウ)などの経済作物。
　林業では林務局と林業試験所が計5,500ヘクタール以上を管理。樹種には台湾杉、台湾ヒノキ、楠、ガジュマルなどがあり、かつては輸出用の伐採が盛んだったが、現在は日本統治時代に設立された蓮華池研究センターが中心に保全・造林重視に移行しており、資源保護が行われている。
　漁業では日月潭を活用した内水面漁業が存在し、1998年の漁業総生産量は170トン。養殖漁業と内水漁撈の両方があり、主要魚種はグッピー、草魚、鯉、ティラピア、マス、淡水エビなど。畜産ではブロイラー（白肉鶏）が主で、年間90万羽以上を生産している、他にカラフルな地鶏、羊、乳牛などの飼育もわずかにある。
　工業は山地が多いため、工業の発展は限定的で、陶芸・食品加工など地場産業が中心。観光業は日月潭の存在により盛んで、土産店、宿泊施設、飲食店が多く立地するが、大規模商業は発展途上である。

## 行政区
| 村 |
| --- |
| 大林村、大雁村、中明村、五城村、日月村、水社村、共和村、東光村、東池村、武登村、魚池村、新城村、頭社村 |

## 歴代郷長
| 代 | 氏名 | 任期 |
| -- | ---- | ---- |

## 文化
宗教
　魚池郷では宗教が多様で、道教、仏教、キリスト教、天帝教などが共存。寺院・教会は30カ所以上存在し、玄奘寺、玄光寺、慈恩塔、文武廟、龍鳳宮、明徳宮などが代表的。
　文武廟は、旧・龍鳳宮と益化堂が日月潭建設時に水没するため移転・統合されたもので、1938年に現在の地に再建された。前殿に関聖帝君、後殿に孔子を祀る。前庭の赤い石獅子は新光グループ創業者の寄贈で「呉火獅」とも呼ばれる。
文化財
　茶業改良場魚池分場（旧・紅茶試験支所）は歴史建築に指定されており、紅茶品種の研究拠点。建物は日射を避ける設計で、温度調整にも工夫が凝らされている。

## 教育
```
国民小学校9校、国民中学校2校、私立一貫校2校、教会系大学1校がある。主な学校と沿革は以下の通り：
```

### 高級中学
- 私立三育実験完全中学

### 国民中学
- 南投県立魚池国民中学
- 南投県立明潭国民中学
- 私立三育実験完全中学国中部

　教会系教育機関「三育基督学院」は国際的なキリスト教教育機関で、附属の中高一貫校もある。2023年には旧光明国小校舎に原声国際学院が開校。

### 国民小学
魚池国中（1956年創立）、明潭国中（1971年）
魚池国小（1900年創立、公学校として最古）
頭社国小（1919年）、東光国小（1923年）、伊達邵国小（1949年）、明潭国小（1950年）、新城国小（1957年）、五城国小（1936年）、光明国小（1955年、2008年廃校）、共和国小（1959年）

## 交通
外部との交通は道路に依存。主要路線は台21線で、南北に郷内を縦断。北へは埔里、南へは日月潭、水里、さらには信義郷や塔塔加まで通じている。台21甲線は日月潭の東岸を走る環湖公路。県道131号は東西に通じ、他にも多数の郷道がある。
バス
　南投客運が郷内と埔里間、九族文化村、水里などへの路線を運行。国光客運は台北との長距離バスも。員林客運、豊榮客運も日月潭や阿里山間を運行。

## 観光
日月潭
　日月潭は台湾第二の湖で最大の天然湖でもある。面積7.93km²（満水時8.4km²）、標高748m、最大水深27m。景観は美しく「双潭秋月」は台湾八景の一つ。2000年に国家風景区に指定され、北は魚池郷、東は水社大山、西は集集大山、南は水里蛇窯までが範囲。
```
観光名所には、拉魯島、日月湧泉、孔雀園、文武廟、玄光寺、水蛙頭歩道、大竹湖などがある。
```

九族文化村
大林村にある台湾九原住民族をテーマにした62ヘクタールのテーマパーク。後に邵族も加わる。2009年には九族文化村と日月潭を結ぶロープウェイ（1.877km）が完成。日月潭を一望できる人気観光スポット。
- 日月潭国家風景区
  - ラル島
  - 日月潭文武廟（中国語版）
- 日月潭ロープウェイ
- 九族文化村
- 茶葉改良場（中国語版）魚池分場